# John Elliott (boxejador)
John Elliott   (Hoxton, 12 d'octubre de 1901 - Balikpapan, 3 de juliol de 1945) va ser un boxejador anglès que va competir durant la dècada de 1920.
El 1924 va prendre part en els Jocs Olímpics de París, on guanyà la medalla de plata de la categoria del pes mitjà, del programa de boxa.